# Linha de árvores

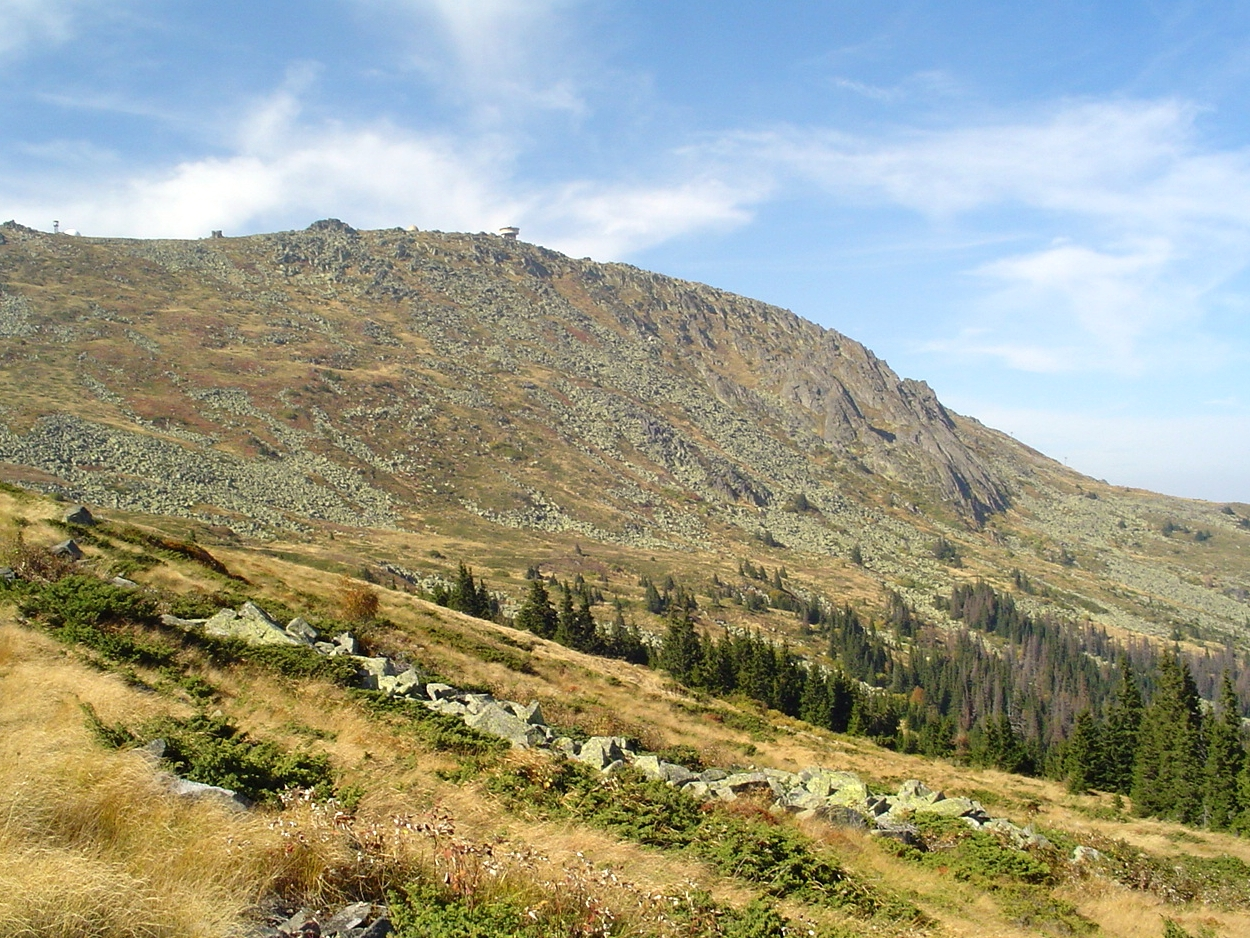
Linha de árvores alpina do pinheiro-das-montanhas e espruce-europeu abaixo da zona subalpina de Bistrishko Branishte, com o pico do Golyam Rezen, Vitocha, Sófia, Bulgária

Linha de árvores é a designação dada à margem para além da qual as condições ecológicas não permitem o crescimento de árvores. A linha de árvores surge nas montanhas, marcando o limite de altitude máximo de expansão das árvores, e em torno das regiões circumpolares, marcando a latitude mais elevada que é atingida pelas florestas.

## Exemplos
A Linha de Árvores clássica (Coníferas) é definida como a 10 °C - Isoterma da temperatura média mensal do mês mais quente. Esta definição tentou-se melhorar; Otto Nordenskiöld, por exemplo, usou a seguinte formula para a linha das árvores: W = 9 − 0.1 C, sendo W a temperatura média "equivalente" do mês mais quente e C a temperatura média do mês mais frio, ambos em graus Celsius (assim, a linha das árvores seria em W igual 11 °C, se C fosse -20 °C). De uma certa forma a linha das árvores clássica reflete a faixa em que as folhas das árvores (arbustos) se queimam frequentemente no sol de verão porque o solo ainda não fornece água suficiente à árvore, pois ele ainda está congelado (Permafrost), ou seja a sombra fria de uma árvore manteria o solo congelado, deixando-a morrer de sede.
Pinus balfouriana, Pinus aristata, Pinus peuce, Pinus albicaulis, Pinus cembra, Pinus mugo, Larix decidua, Betula pubescens subsp. tortuosa, Nothofagus antarctica ocupam a Linha das Árvores, as Coníferas dominam. Alguns exemplos:
- Kilimandjaro, Tanzânia, 3°S, 3,000 m
- Himalaya, 28°N, 4,400 m
- Alpes japoneses, 39°N, 2,900 m
- Alpes suíços, Lado Norte, 46° N, 2,100 m
- Alpes suíços, Lado Sul, 46° N, 2,300 m
- Alpes alemãos, 47°30'N, 1,800 m
- Lappland Sueco, 68°N, 750 m
- Argentina, Terra do Fogo, 54°S, 300 m
- Costa Rica, 9°30'N, 3,400 m
- USA, Hawaii, 20°N, 2,800 m, acima dos ventos Passat
- USA, Yosemite, Sierra Nevada, Lado Oeste, 38°N, 3,200 m
- USA, Yosemite, Sierra Nevada, Lado Leste, 38°N, 3,600 m
- USA, Wyoming, 43°N, 3,000 m
- México, Planato Central, 20°N, 4,000 m

## Tipos de linha de árvores
- Clássica: A Alpina, a Antártica e a Ártica estão por volta da isoterma da temperatura média anual de 10 °C. Onde existe permafrost ou onde não existem Coníferas, a temperatura é um pouco mais alta. Ruminantes também influenciam a Linha das árvores.
- Deserto: A linha das árvores é limitada pelo suprimento de água.
- Exposição: Os ventos fortes intensificam o efeito da temperatura.
- Outros: Outros efeitos, como, água, sal, calor, metais tóxicos, poluição etc... A raiz de uma árvore necessita de ar, mas no mangue e no pântano existem espécies adaptadas.

## Galeria

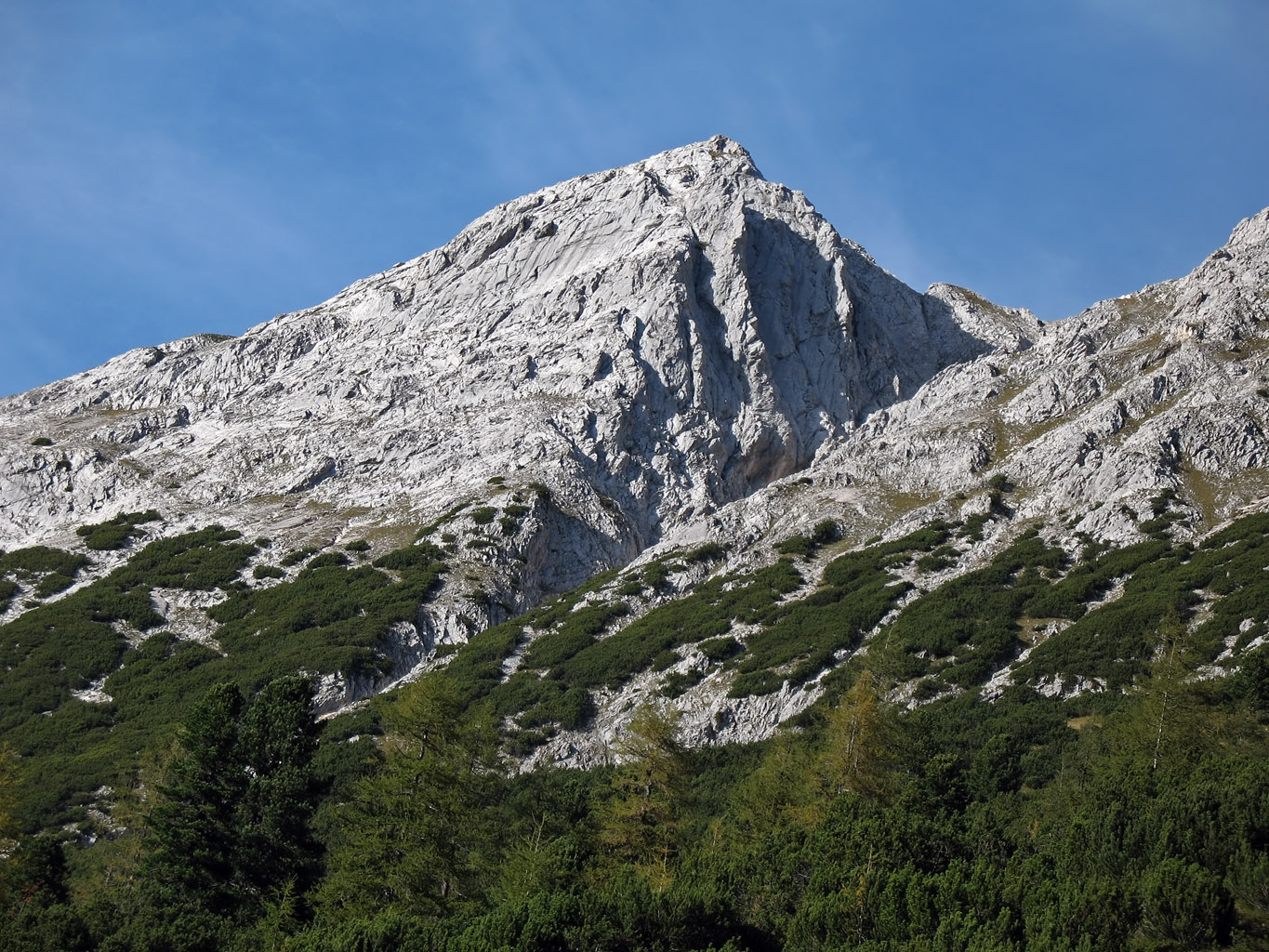
Pico do Sunntiger (2'321 m): primeiro plano a Linha das Árvores, no segundo plano os arbustos antes da Tundra de Montanha.
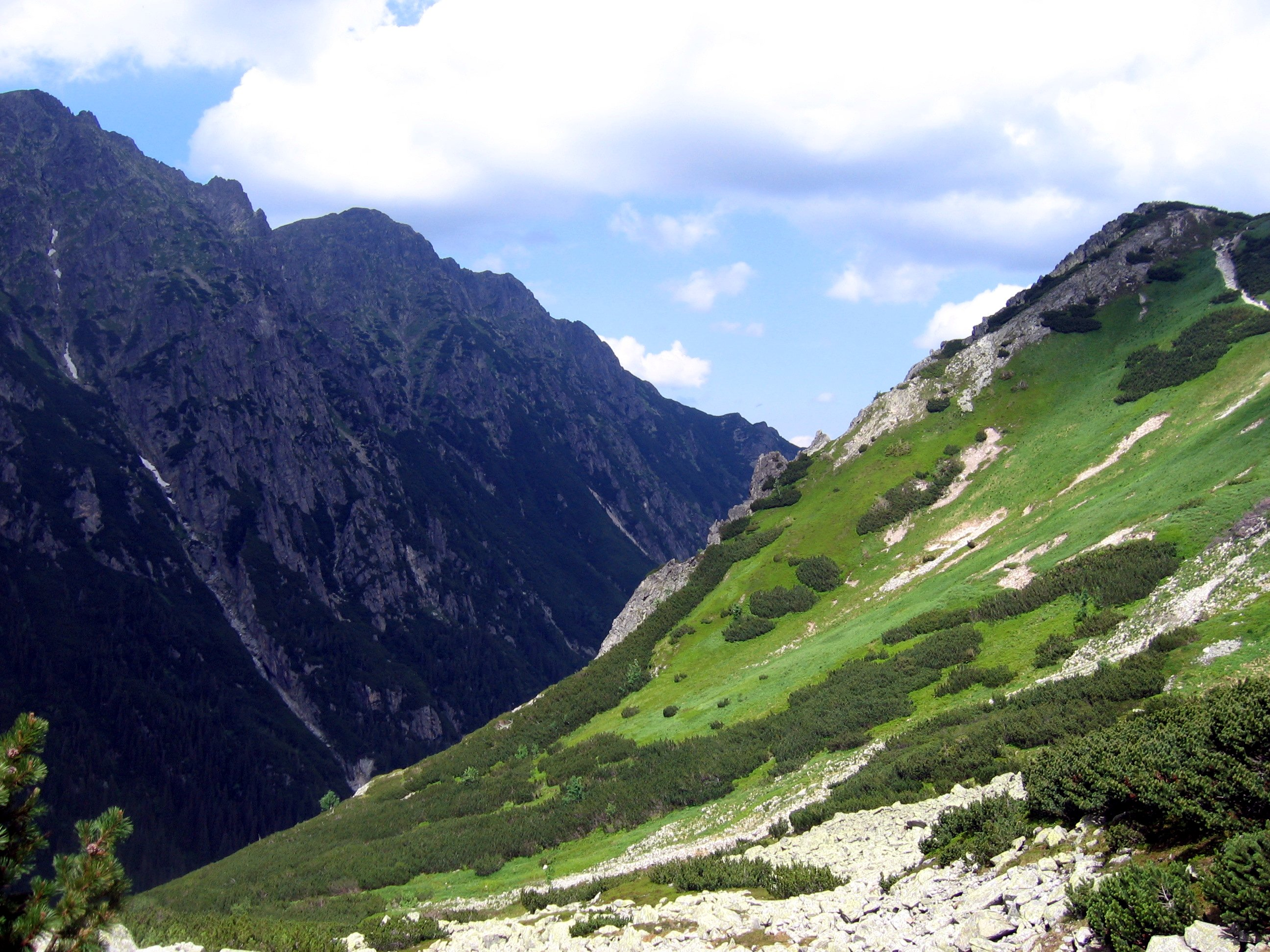
Zona dos Arbustos: Pinus mugo no Parque Nacional polônes da Serra do Tatra.
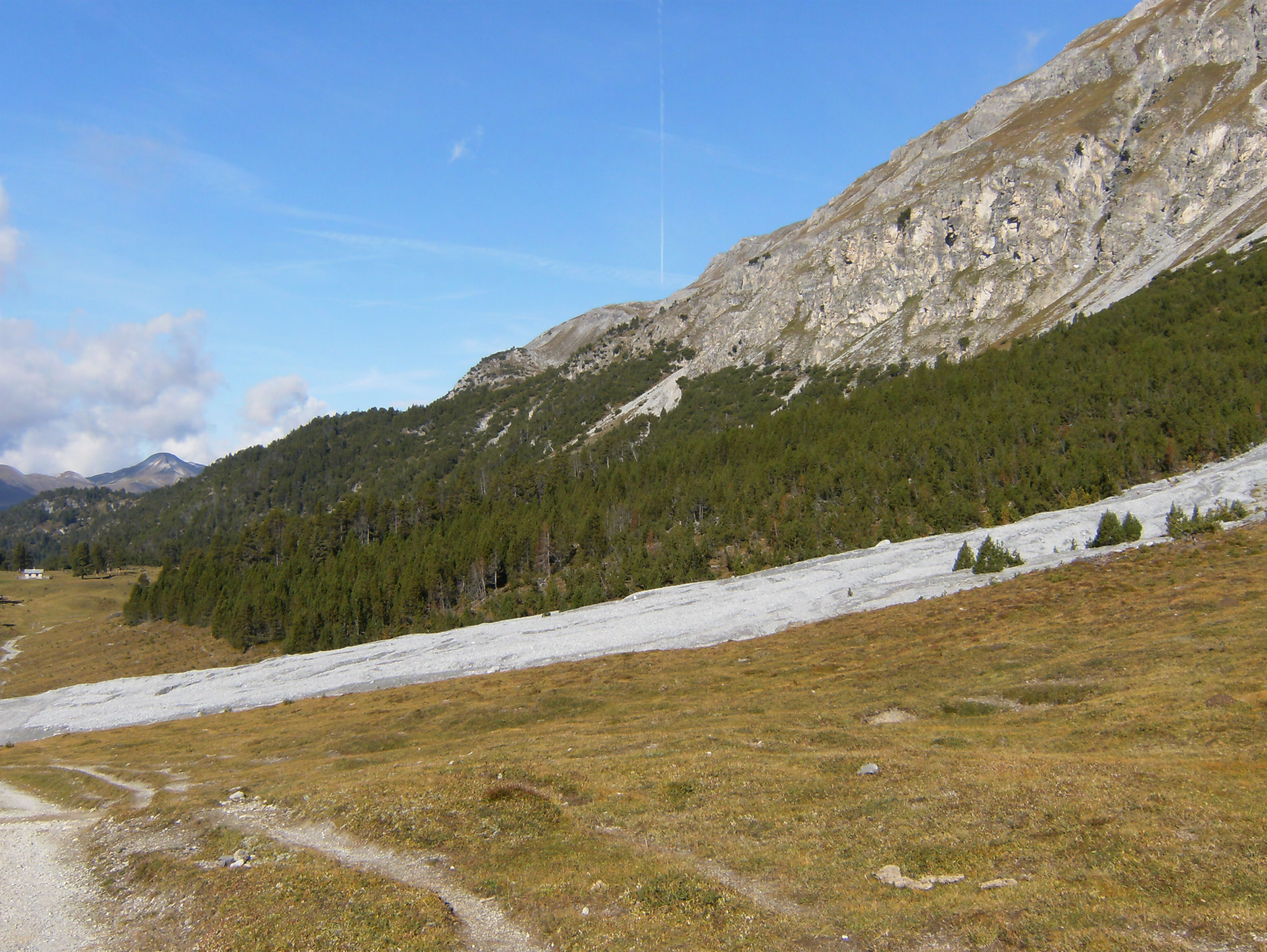
Linha das Árvores: Suíça, Engadin, encosta Norte.
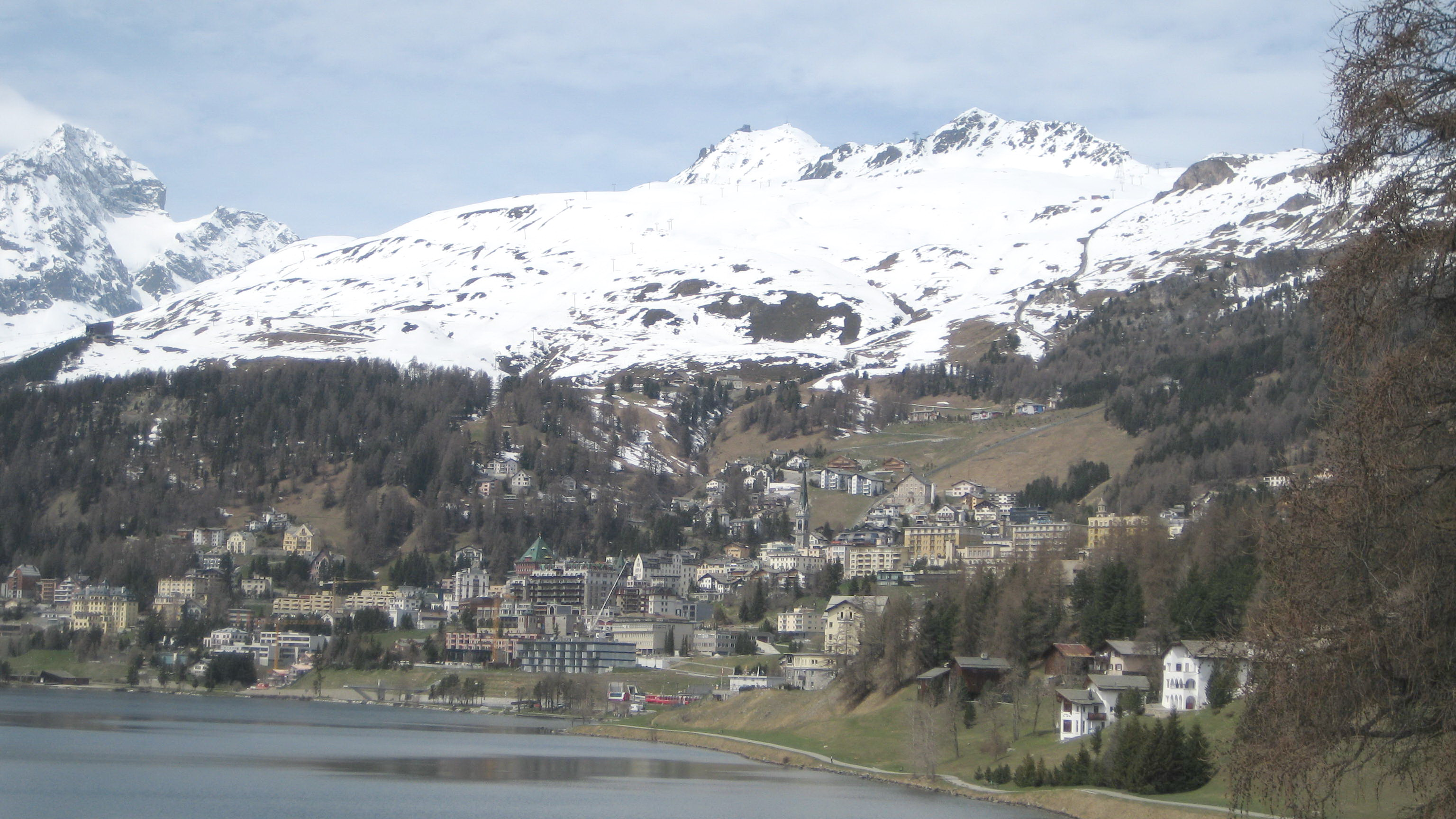
Linha das árvores acima de St. Moritz (1,822 m), Suíça. Maio 2009.
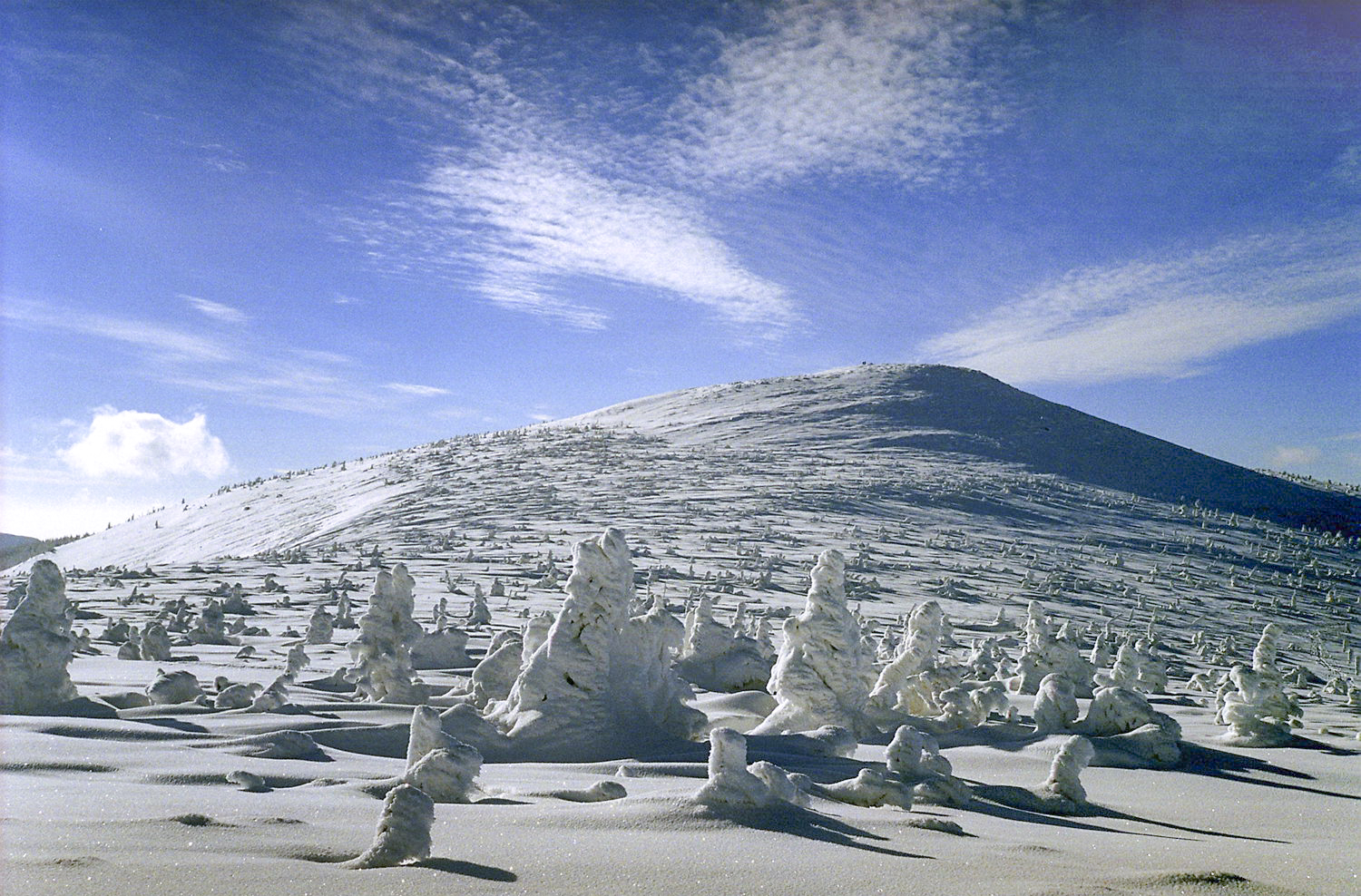
Linha das Árvores.
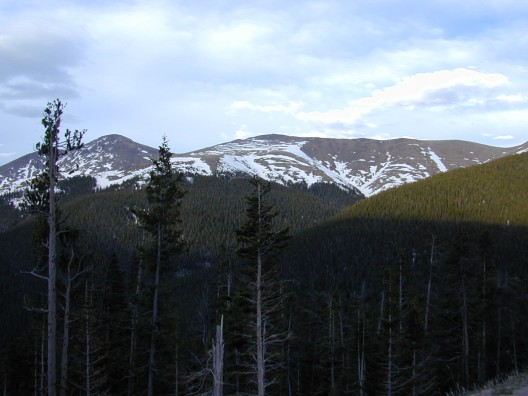
Linha das Árvores.